# فيرونيكا بيلمونت
فيرونيكا بيلمونت (بالإنجليزية: Veronica Belmont)‏ هي مهندسة وصحفية ومهندسة الصوت أمريكية، ولدت في 21 يوليو 1982 في هارتفورد في الولايات المتحدة.

## وصلات خارجية
- الموقع الرسمي
- فيرونيكا بيلمونت على موقع IMDb (الإنجليزية)
- فيرونيكا بيلمونت على موقع قاعدة بيانات الفيلم (الإنجليزية)